# Polygala shinnersii
Polygala shinnersii är en jungfrulinsväxtart som beskrevs av Walter Hepworth Lewis. Polygala shinnersii ingår i släktet jungfrulinssläktet, och familjen jungfrulinsväxter. Inga underarter finns listade i Catalogue of Life.